# St Columb Major
St Columb Major (S. Colom Veur in lingua cornica) è un villaggio e parrocchia civile dell'Inghilterra, appartenente alla contea della Cornovaglia.